# Plazas
Plazas (Islas Plazas) zijn twee kleine, langgerekte eilanden: Noord-Plaza (Plaza Norte) en Zuid-Plaza (Plaza Sur) in de archipel van de Galapagoseilanden. Beide eilanden liggen dicht (400 tot 700 m) bij de oostkust van Santa Cruz ongeveer driehonderd meter van elkaar af. Het zijn allebei vlakke eilanden die bestaan uit omhoog gekomen oceaanbodem die bedekt is met lava. Zuid-Plaza is ongeveer 13 ha. Het is het kleinste eiland dat door toeristen bezocht kan worden. Noord-Plaza is nog kleiner, maar dat is een puur natuurreservaat en niet toegankelijk voor bezoekers. Wel liggen rond de eilanden plaatsen die voor duikers toegankelijk zijn.

## Flora en fauna

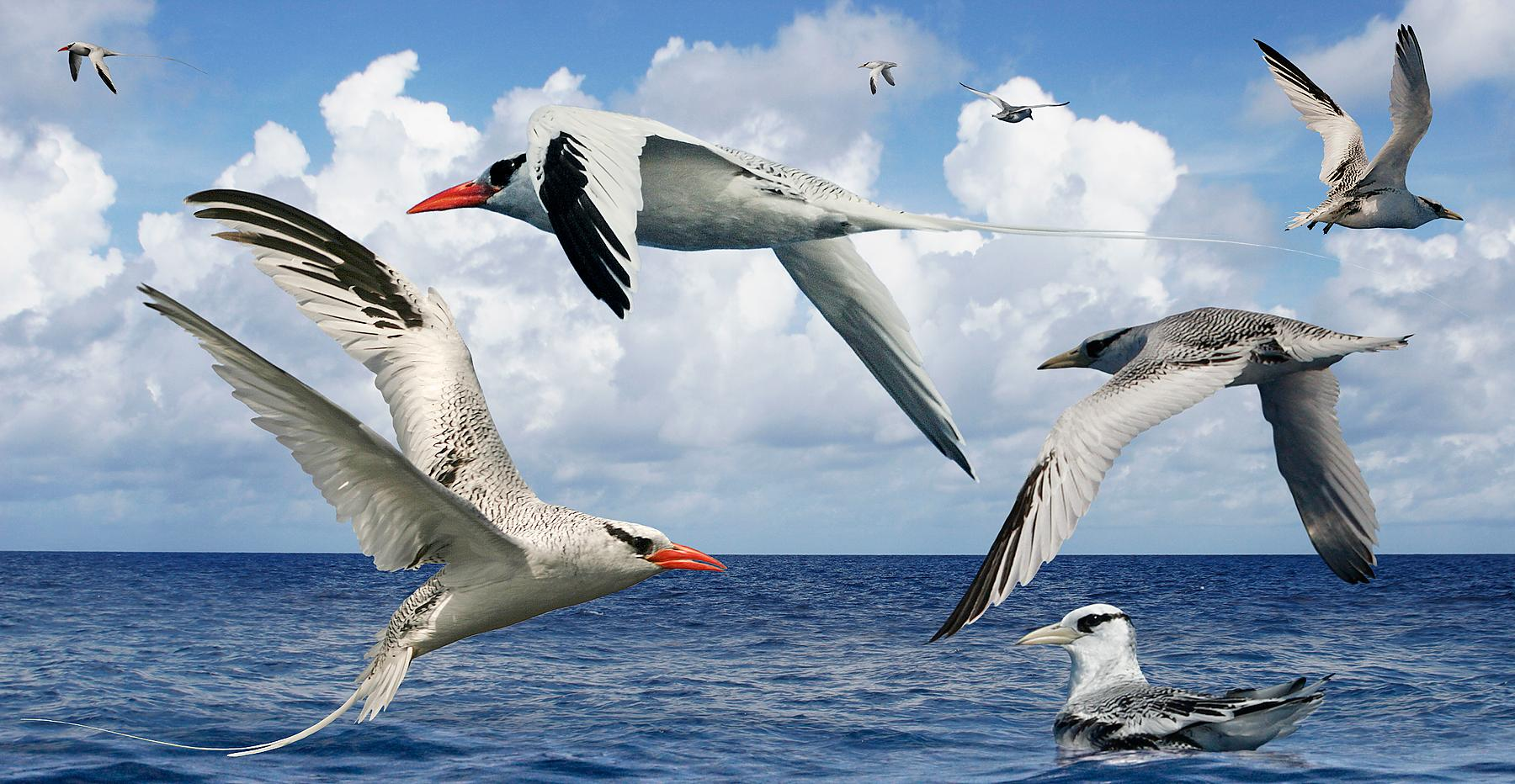
Roodsnavelkeerkringvogels

Op Zuid-Plaza broeden roodsnavelkeerkringvogels en zwaluwstaartmeeuwen en er is een grote populatie van galapagoszeeleeuwen. Naast elkaar komen zowel de zeeleguaan en de galapagoslandleguaan voor.
Het eiland is vooral bekend om de endemische plant Sesuvium microphyllum, die in de droge tijd het eiland met een rood gekleurd tapijt bedekt. Het is een plant met vlezige, tegen uitdroging bestendige bladeren uit de ijskruidfamilie (Aizoaceae). In de regentijd kleuren zij groen.

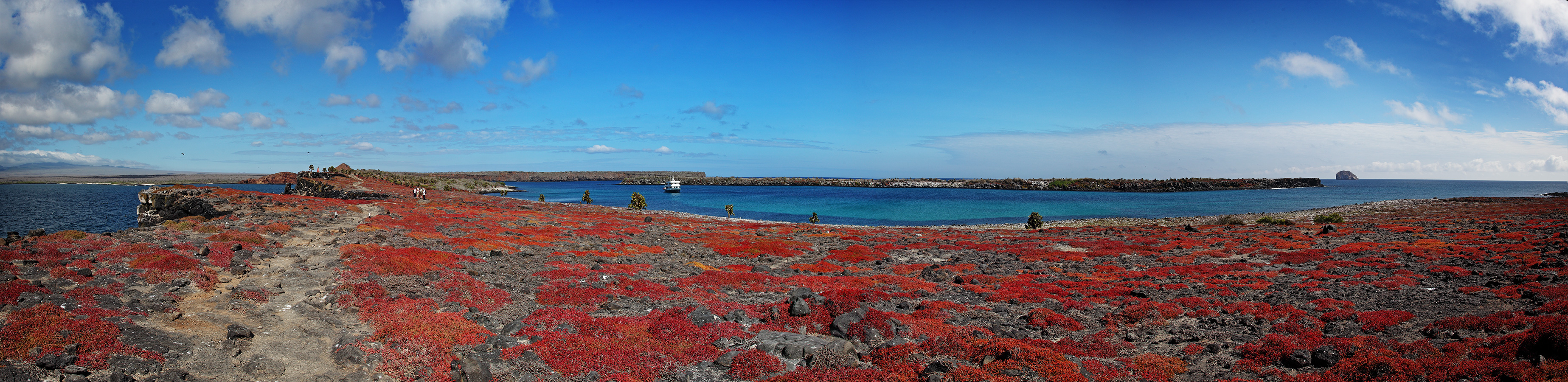
Panoramafoto van Zuid-Plaza met de roodgekleurde plant Sesuvium microphyllum.